# Иленка (приток Ницы)
Иленка — река в России, протекает по Свердловской области. Устье реки находится в 56 км по правому берегу реки Ницы. Длина реки — 70 км, площадь водосборного бассейна — 1300 км².

## Притоки
- Межница
- 19 км: Сараевка
- 21 км: Киселевка
- 27 км: Иленька
- Зырянка
- 40 км: Чурманка
- Межеван
- Боровушка

## Данные водного реестра
По данным государственного водного реестра России относится к Иртышскому бассейновому округу, водохозяйственный участок реки — Ница от слияния рек Реж и Нейва и до устья, речной подбассейн реки — Тобол. Речной бассейн реки — Иртыш.
Код объекта в государственном водном реестре — 14010501912111200007361.